# Колібрі-кокетка
Колі́брі-коке́тка (Lophornis) — рід серпокрильцеподібних птахів родини колібрієвих (Trochilidae). Представники цього роду мешкають у Центральній і Південній Америці.

## Види
Виділяють одинадцять видів:
- Колібрі-кокетка золотовусий (Lophornis ornatus)
- Колібрі-кокетка плямистовусий (Lophornis gouldii)
- Колібрі-кокетка смугастовусий (Lophornis magnificus)
- Колібрі-кокетка короткочубий (Lophornis brachylophus)
- Колібрі-кокетка довгочубий (Lophornis delattrei)
- Колібрі-кокетка плямисточубий (Lophornis stictolophus)
- Колібрі-кокетка рудохвостий (Lophornis chalybeus)
- Lophornis verreauxii[12]
- Колібрі-кокетка зеленовусий (Lophornis pavoninus)
- Колібрі-вусань чорночубий (Lophornis helenae)
- Колібрі-вусань білочубий (Lophornis adorabilis)

## Етимологія
Наукова назва роду Lophornis походить від сполучення слів дав.-гр. λοφος — чуб і ορνιθος — птах.